# Nationale Jeugdstorm

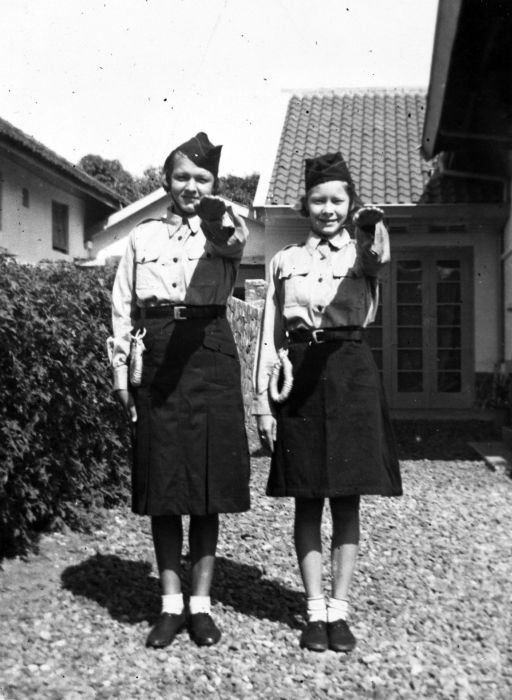

Nationale Jeugdstorm (NJS) – faszystowska ochotnicza organizacja młodzieżowa podporządkowana Narodowo-Socjalistycznemu Ruchowi Holenderskiemu (NSB).
Nationale Jeugdstorm zostało utworzone 1 maja 1934 r. jako organizacja młodzieżowa podległa NSB Antona A. Musserta. Na jej czele stanął współzałożyciel NSB Cornelis van Geelkerken. 1 lutego 1936 r. została zdelegalizowana przez władze holenderskie. W tej sytuacji zmieniła nazwę na Vereniging Nationale Jeugdstorm, aby działać legalnie. Miesiąc po zajęciu Holandii przez Niemcy w 1940 r. powróciła do pierwotnej nazwy.
Składała się z odrębnych grup chłopięcych i dziewczęcych: Meeuwen (chłopcy) i Meeuwkes (dziewczęta) dla dzieci w wieku od 10 do 14 lat oraz Stormers (chłopcy) i Stormsters (dziewczęta) dla młodzieży do 18 lat. Występowały też grupy lotnicza i żeglarska. Przyjmowano do niej jedynie ochotników spełniających różne wymagania, w tym rasowe. Organizacja podlegała regulaminowi quasi-wojskowemu. Jej członkowie nosili jasnoniebieskie koszule i czarne spodnie lub spódnice, a na głowie tzw. karpoets (noszone w dawnych czasach przez niderlandzkich marynarzy i rybaków) z pomarańczowym czybkiem jako symbolem lojalności wobec domu królewskiego Orange-Nassau. W okresie okupacji niemieckiej, kiedy Niemcy zabronili używać kolorów królewskich, czubek czapki był w kolorze jasnoniebieskim. Pozdrawiano się – na wzór hitlerowski – wyciągnięciem do góry prawej ręki. W działalności Nationale Jeugdstorm występowało dużo elementów zapożyczonych ze skautingu. Podczas okupacji jej członkowie przechodzili też podstawowe przeszkolenie wojskowe, aby następnie zasilić szeregi Waffen-SS.